# Teste de trilha
O Teste de Trilha é um teste neuropsicológico de atenção visual e alternância de tarefas, é um instrumento acessível que fornece ao examinador informações sobre uma ampla gama de habilidades cognitivas. Ele é estruturado em  duas partes, trilha A e trilha B, nas quais o sujeito é instruído a conectar um conjunto de 25 pontos o mais rápido possível, mantendo a precisão. O teste pode fornecer informações sobre velocidade de busca visual, varredura, velocidade de processamento, flexibilidade mental e funcionamento executivo. É sensível ao comprometimento cognitivo associado à demência, incluindo a doença de Alzheimer.

## História
O teste foi criado por Ralph Reitan, um neuropsicólogo americano considerado um dos pais da neuropsicologia clínica. O teste foi utilizado, inicialmente em em 1944 para avaliar a inteligência geral e fazia parte do Teste Individual de Habilidade Geral do Exército . Na década de 1950 os pesquisadores começaram a usar o teste para avaliar a disfunção cognitiva decorrente de danos cerebrais e, desde então, ele foi incorporado à bateria Halstead-Reitan . O Teste de Trilha agora é comumente usado como uma ferramenta de diagnóstico em ambientes clínicos. O baixo desempenho está associado a uma diversidade de comprometimento cerebral, em especial a lesão do lobo frontal. O teste está atualmente disponível em domínio público, em  versões revisadas e como parte de uma série de baterias de avaliação.

## Método e interpretação
A tarefa exige que o sujeito conecte 25 alvos consecutivos em uma folha de papel ou na tela do computador, de maneira semelhante à empregada em exercícios de ligar os pontos . O teste é dividido em duas partes, trilha A e trilha B. Na primeira, os alvos são todos os números inteiros de 1 a 25, e o sujeito precisa conectar os pontos em ordem numérica. Na segunda parte, treze pontos são numerados de 1 a 13 e doze recebem as letras de A a L; o sujeito precisa conectar os pontos em ordem, alternando letras e números (exemplo: 1–A–2–B–3–C ...) o mais rápido possível, sem remover a caneta do papel. Quandoo sujeito comete um erro, o administrador do teste o corrige antes que o sujeito avance para o próximo ponto.
O objetivo do teste é que o sujeito conclua ambas as partes o mais rápido possível, com o tempo necessário para concluir o teste sendo usado como a principal métrica de desempenho. A taxa de erro não é registrada na versão em papel do teste; em vez disso, o tempo gasto na correção de erros aumenta o tempo de conclusão. A segunda parte do teste, na qual o sujeito alterna entre números e letras, é usada para examinar o funcionamento executivo . A primeira parte é usada principalmente para examinar a velocidade do processamento cognitivo .

## Pontuação
A pontuação é baseada no tempo gasto para concluir o teste (por exemplo, 35 segundos, resultando em uma pontuação de 35), sendo que pontuações mais baixas são melhores. Existem diferentes normas disponíveis que permitem a comparação com grupos de mesma idade.

## Tempo de desempenho
O teste completo geralmente leva entre 5 e 30 minutos. Os tempos médios para concluir as partes A e B são 29 e 75 segundos, respectivamente. Não é necessário continuar o teste se o paciente não conseguir completar as partes A e B em 5 minutos.

## População e utilidade
A população a ser avaliada inclui adolescentes, adultos e idosos.
A utilidade deste teste em 1944 era avaliar a inteligência geral, mas na década de 1950 os pesquisadores começaram a usá-lo para avaliar a disfunção cognitiva resultante de danos cerebrais. Agora é usado como uma ferramenta de diagnóstico em ambientes clínicos. Ele também pode detectar comprometimento cognitivo associado à demência.

## Links externos
- Bateria de testes PEBL Uma implementação gratuita e orientada para pesquisa do teste de trilhas, baseada em computador, está disponível como parte do Projeto PEBL